# Melodi Grand Prix Junior 2002
Il Melodi Grand Prix Junior 2002 è stata la prima edizione del concorso canoro riservato ai bambini e ragazzi dagli 8 ai 15 anni.

## Il programma
L'ispirazione nel creare una versione norvegese del Junior Eurovision Song Contest è venuto dal creatore del JESC, Danmarks Radio (DR), che lo ha lanciato nel 2000. Nell'autunno del 2001, NRK ha invitato i bambini tra gli 8 e i 15 anni a inviare canzoni per una competizione aperta, sono arrivate ben 370 canzoni, e la loro giuria ne ha selezionate dieci da portare in finale all'Oslo Spektrum.
Tra i partecipanti c'erano tre gruppi, tre gruppi di ragazze, tre artisti solisti e un duo.
Il direttore del programma per la trasmissione è Thomas Numme, mentre Stian Barsnes-Simonsen è opinionista dal salotto degli artisti. I gruppi pop Soda e A1 rappresentavano la pausa d'intrattenimento prima del sondaggio.
La prima edizione fu la prima e unica, senza una finale. Dopo l'ascolto di tutte le dieci canzoni, una giuria, e i telespettatori tramite voto telefonico deciso l'esito.
La competizione viene vinto dal gruppo To små karer, composto dai due ragazzi di 13 anni Christoffer Claussen e Nicolay Ramm.

## Risultati
Il vincitore è stato scelto da una giuria professionale, una giuria di bambini e il pubblico, che sono divisi in tre regioni. Ogni giuria e ogni distretto hanno dato i punti nei valori 1-8, 10 e 12 come nell'Eurovision Song Contest. Nissa Nyberget era il presidente della giuria.
| N° | Artista         | Brano                     | Posizione | Punti |
| -- | --------------- | ------------------------- | --------- | ----- |
| 01 | Popzy           | "Teite foreldre"          | 8         | 20    |
| 02 | Adele           | "Vær deg sjøl"            | 4         | 31    |
| 03 | Black Jackets   | "Aldri mer"               | 3         | 36    |
| 04 | Charite         | "Når hjertet mitt banker" | 7         | 23    |
| 05 | Utrygg is       | "Fragmenta"               | 4         | 31    |
| 06 | To små karer    | "Paybacktime"             | 1         | 52    |
| 07 | Mabelin         | "Det var en gang"         | 10        | 10    |
| 08 | Stiffi          | "Respekt"                 | 6         | 29    |
| 09 | Wicked Instinct | "Eg e'kkje aleine"        | 2         | 46    |
| 10 | Slush           | "Febersky"                | 9         | 12    |